# Шалимово (Ивановская область)
Шали́мово — деревня в Палехском районе Ивановской области (Раменское сельское поселение) в 8,6 км к западу от Палеха (12,7 км по дорогам). Деревня расположена на правом берегу реки Матня, недалеко от её впадения в Люлех.

## Население
| 1859 | 1905 | 2010 |
| ---- | ---- | ---- |
| 70   | ↗138 | ↘7   |